# 24 de enero
El 24 de enero es el 24.º (vigesimocuarto) día del año en el calendario gregoriano. Quedan 341 días para finalizar el año y 342 en los años bisiestos.

## Acontecimientos
- 41: en la Antigua Roma el emperador romano Calígula, de 29 años de edad, conocido por su excentricidad y cruel despotismo, es asesinado por sus guardias pretorianos. Lo sucede su tío Claudio.
- 914: en Egipto ―poco después del establecimiento del califato fatimí en la ciudad de Ifriquía (Túnez) en 909― empieza la primera invasión fatimí.
- 1438: en Basilea (Suiza), el Concilio de Basilea suspende al papa Eugenio IV.
- 1458: en Hungría, Matías Corvino es elegido rey de Hungría.
- 1536: en Londres, el rey Enrique VIII de Inglaterra sufre un accidente durante una justa, lo que le provoca una lesión cerebral que, según los historiadores, pudo haber influido en su posterior comportamiento errático y en su posible disfunción eréctil.
- 1521: en el archipiélago de Tuamotu, Fernando de Magallanes descubre la isla de San Pablo.
- 1527: en la actual provincia de Santa Fe (Argentina), el conquistador español Sebastián Caboto, conoce a la etnia mocoretá, que dará a conocer en su Mapamundi de 1544.
- 1597: en las afueras de la ciudad de Turnhout, a 88 km al noreste de Bruselas ―en el marco de la guerra de los Ochenta Años―, las fuerzas holandesas (bajo el mando de Mauricio de Nassau) derrotan a las españolas (bajo el conde de Varas) en la batalla de Turnhout.
- 1600: en el océano Atlántico sur, el neerlandés Sebald de Weert descubre las islas Malvinas.
- 1616: la isla de los Estados (en el cabo de Hornos) es descubierta por la expedición neerlandesa comandada por Willem Schouten y Jacob Le Maire.
- 1643: Felipe IV despide a su valido, el Conde-Duque de Olivares, enfermo y hundido por el estrepitoso fracaso de su política.
- 1679: en Londres, el rey Carlos II de Inglaterra disuelve el Parlamento.
- 1742: Carlos VII Alberto (1697‑1745) es coronado sacro emperador romano.
- 1776: llega a Cambridge (Massachusetts) Henry Knox con la artillería que transportaba desde el fuerte Ticonderoga.
- 1806: en Madrid, Leandro Fernández de Moratín estrena su obra El sí de las niñas.
- 1814: en San Salvador se produce la segunda intentona para obtener la autonomía del dominio español.
- 1826: en Clinton (Misisipi) se funda el Colegio Mississippi (la primera universidad de ese estado).
- 1835: en el Théâtre Italien de París se estrena la ópera I Puritani, de Vincenzo Bellini.
- 1848: en Caracas, Venezuela, ocurre el Asalto al Congreso de Venezuela de 1848, resultando en la muerte de varios parlamentarios conservadores.
- 1848: en Sutter’s Mill, cerca de Sacramento (California), James W. Marshall encuentra oro, lo que desatará la fiebre del oro.
- 1857: en Bengala (India) los invasores británicos fundan la Universidad de Calcuta, la primera del sur de Asia.
- 1859: Moldavia y Valaquia se unen siendo Alexandru Ioan Cuza elegido líder, precedente de Rumanía.
- 1866: en Argentina se crea la localidad de General San Martín, ciudad cabecera del departamento Albardón, en la provincia de San Juan.
- 1875: se estrena la Danza macabra de Camille Saint‑Saëns.
- 1878: en la ciudad de San Petersburgo (capital de Rusia), la revolucionaria Vera Zasulich atenta contra la vida del gobernador Fyodor Trepov.
- 1900: Londres y Pretoria inician una acción mediadora de paz en las Guerras de los Bóer.
- 1905: en Rusia, un decreto del zar Nicolás II establece la dictadura militar en San Petersburgo.
- 1910: Alberto I de Mónaco funda el Instituto Oceaonográfico y lo dona a París.
- 1911: en París, Alberto I (príncipe de Mónaco), inaugura el Instituto Oceanográfico, destinado a promover la investigación científica de los mares.
- 1913: en Rivadavia, Mendoza, República Argentina, se funda el Club Sportivo Independiente Rivadavia.
- 1915: en Heligoland (Alemania) se enfrentan barcos británicos y alemanes.
- 1916: en el juicio Brushaber vs. Union Pacific Railroad, la Suprema Corte de Estados Unidos declara constitucional el impuesto a los ingresos.
- 1918: en la Unión Soviética, el Concilio de Comisarios del Pueblo introduce el calendario gregoriano por decreto. Se hará efectivo el 14 de febrero.
- 1921: en París, la Conferencia de Países Aliados establece Alemania debe pagar como indemnización de guerra 226 000 millones de marcos en 42 anualidades (hasta 1963).

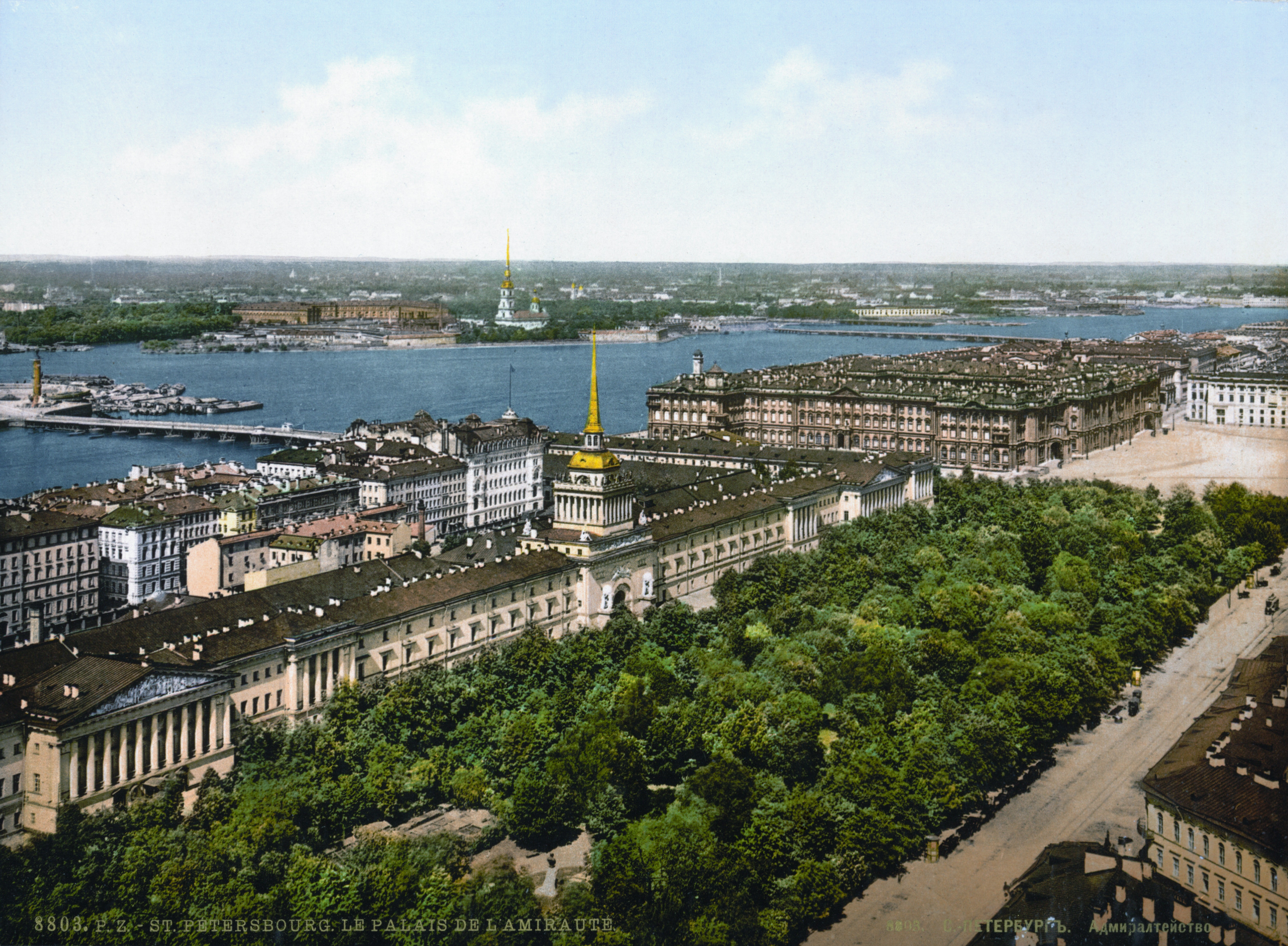
San Petersburgo fue, durante muchos años, capital del Imperio ruso.

- 1924: en Rusia, Petrograd ―antes San Petersburgo― es bautizada Leningrado.
- 1927: en Inglaterra, el director británico Alfred Hitchcock estrena su segundo filme, El jardín del placer.
- 1928: en terrenos de la Moncloa madrileña, la reina Victoria Eugenia de Battenberg coloca la primera piedra de un hospital oncológico.
- 1930: en Libia, las brigadas italianas del Sahara conquistan el oasis de Kufra en Cirenaica.
- 1931: en España se levanta el estado de guerra, salvo en Huesca y Madrid.
- 1932: en la Ciudad de Corrientes se funda el Club San Martín de Corrientes
- 1935: en Richmond (estado de Virginia) comienza a venderse cerveza enlatada (Krueger's Finest Beer and Krueger's Cream Ale).
- 1936: en Francia, Albert Sarraut se convierte en primer ministro.
- 1939: en la ciudad de Chillán (sur de Chile), ocurre el sismo con más fallecidos en la historia del país.
- 1939: en el contexto de la guerra civil española (1936‑1939), el gobierno republicano abandona Barcelona junto a una masa de civiles ante la inminente llegada del ejército sublevado. La ciudad queda desierta y es tomada dos días después sin resistencia.
- 1943: en Casablanca ―en el marco de la Segunda Guerra Mundial (1939‑1945)―, Franklin D. Roosevelt y Winston Churchill concluyen una conferencia.
- 1945: en el sur de Polonia ―en el marco de la Segunda Guerra Mundial (1939‑1945)―, el Ejército Rojo libera la ciudad de Cracovia.
- 1947: en Atenas (Grecia), el dirigente Dimitrios Maximos inicia su gobierno populista y monárquico.
- 1952: en Canadá, Vincent Massey se convierte en el primer canadiense elegido gobernador general.
- 1958: científicos británicos y estadounidenses anuncian que se ha logrado una fusión nuclear controlada.
- 1959: Juan XXIII anuncia la convocatoria de un concilio ecuménico.
- 1959: México rompe sus relaciones diplomáticas con Guatemala.
- 1966: un Boeing 707 indio se estrella en el Mont Blanc (en la frontera entre Francia e Italia), con un balance de 117 muertos.
- 1967: en su discurso presupuestario, el presidente de Estados Unidos, Lyndon B. Johnson, pide al Congreso la concesión de 12 300 millones de dólares para la guerra de Vietnam (que Estados Unidos perderá diez años después).
- 1972: en una selva de la isla de Guam se encuentra al sargento japonés Shōichi Yokoi, que estaba escondido desde el final de la Segunda Guerra Mundial (1945).
- 1975: en el teatro Köln Ópera de la ciudad de Colonia (Alemania), el pianista estadounidense Keith Jarrett (1945‑), de solo 29 años, realiza un recital improvisado para piano solo, del que se grabará su álbum en vivo The Köln concert.
- 1976: España y Estados Unidos firman el Tratado de Amistad y Cooperación.
- 1977: en la calle Atocha (de Madrid), durante la transición democrática, un grupo de extrema derecha asesina a cinco abogados laboralistas de CCOO. Matanza de Atocha.
- 1977: en Madrid, los GRAPO secuestran al presidente del Consejo Supremo de Justicia Militar, teniente general Villaescusa Quilis.
- 1978: en una región boscosa del territorio noroeste de Canadá se estrella un satélite soviético equipado con un reactor nuclear.
- 1978: en Irlanda, Rose Dugdale y Eddie Gallagher se vuelven los primeros convictos que contraen matrimonio.
- 1979: en China los “antiguos capitalistas” recuperan sus bienes, confiscados durante la revolución cultural.
- 1982: en Perú, mueren al menos 200 personas al desbordarse el río Chontayacu.
- 1983: el tenista estadounidense John McEnroe vence al checo Ivan Lendl y se proclama campeón del Torneo de Maestros celebrado en Nueva York.
- 1984: en Estados Unidos sale a la venta la primera computadora Apple Macintosh.
- 1986: la nave estadounidense Voyager 2 pasa a 81 500 km del planeta Urano.
- 1990: Japón lanza su sonda lunar Hiten.
- 1992: China e Israel establecen relaciones diplomáticas.
- 1992: Maaouya Ould Sid'Ahmed Taya vence en las primeras elecciones presidenciales libres en Mauritania.
- 1992: Bolivia obtiene de Perú un acceso al océano Pacífico por el puerto de Ilo, con zona franca y carretera.
- 1993: en Ankara (Turquía), el periodista y escritor Uğur Mumcu es asesinado mediante un coche bomba.
- 1994: a 530 kilómetros de Hong Kong explota y se parte en dos un petrolero maltés con 23 000 toneladas de crudo.
- 1995: Rusia lanza, por primera vez en su historia, un cohete portador tipo Kosmos‑3M, con tres satélites: uno ruso, otro estadounidense y el último sueco.
- 1996: en Polonia, el premier Jozef Oleksy renuncia por ser acusado de espiar para Moscú.
- 2004: la sonda Opportunity aterriza sobre Marte.
- 2008: en la bolsa española el IBEX-35 cierra con la mayor subida de su historia al ganar un 6,95 %.[1]
- 2009: se bate el récord de la ola más grande registrada en España, durante el temporal del ciclón extratropical Klaus de 26 metros a 22 millas de las costas de Santander.
- 2009: en Sevilla (España) es asesinada la joven de 17 años Marta del Castillo.
- 2010: en Caracas (Venezuela), el Gobierno de Hugo Chávez no le renueva la licencia al canal RCTV Internacional.
- 2011: en Moscú (Rusia), se produce un atentado terrorista en el aeropuerto de Domodedovo que causa la muerte de 35 personas.
- 2013: se lanza la aplicación móvil Vine.
- 2019: en Angola se establece un nuevo código penal que despenaliza la homosexualidad.[2]
- 2022: en Yaundé, Camerún, en marco de la Copa Africana de Naciones 2022, una avalancha en el estadio de la capital provocó varios muertos y decenas de heridos.[3]
- 2022: en Burkina Faso, el presidente Roch Marc Christian Kaboré es detenido y derrocado por  militares en el Golpe de Estado del 23 y 24 de enero, estableciendo la junta militar del Movimiento Patriótico de Salvaguarda y Restauración.
- 2023: en Cádiz (España), se presenta la comparsa de Antonio Martínez Ares en el COAC, con el nombre de La Ciudad Invisible.
- 2025: En Venezuela, la selección de fútbol sub‑20 de Brasil recibe la mayor goleada de su historia al perder 6 a 0 con la selección argentina. A su vez, es la peor goleada de Brasil en todas sus selecciones, junto al 7‑1 con Alemania (2014) y el 6‑0 con Uruguay (1920).[4]

## Nacimientos
- 76: Adriano, emperador romano (f. 138).
- 1256: Guzmán el Bueno (Alonso Pérez de Guzmán), militar leonés (f. 1309).
- 1444: Galeazo María Sforza, aristócrata milanés (f. 1476).
- 1540: Edmund Campion, jesuita inglés (f. 1581).
- 1638: Charles Sackville, poeta y aristócrata inglés (f. 1706).
- 1664: John Vanbrugh, arquitecto y dramaturgo inglés (f. 1726).
- 1670: William Congreve, poeta y dramaturgo inglés (f. 1729).
- 1679: Christian Wolff, filósofo alemán (f. 1754).

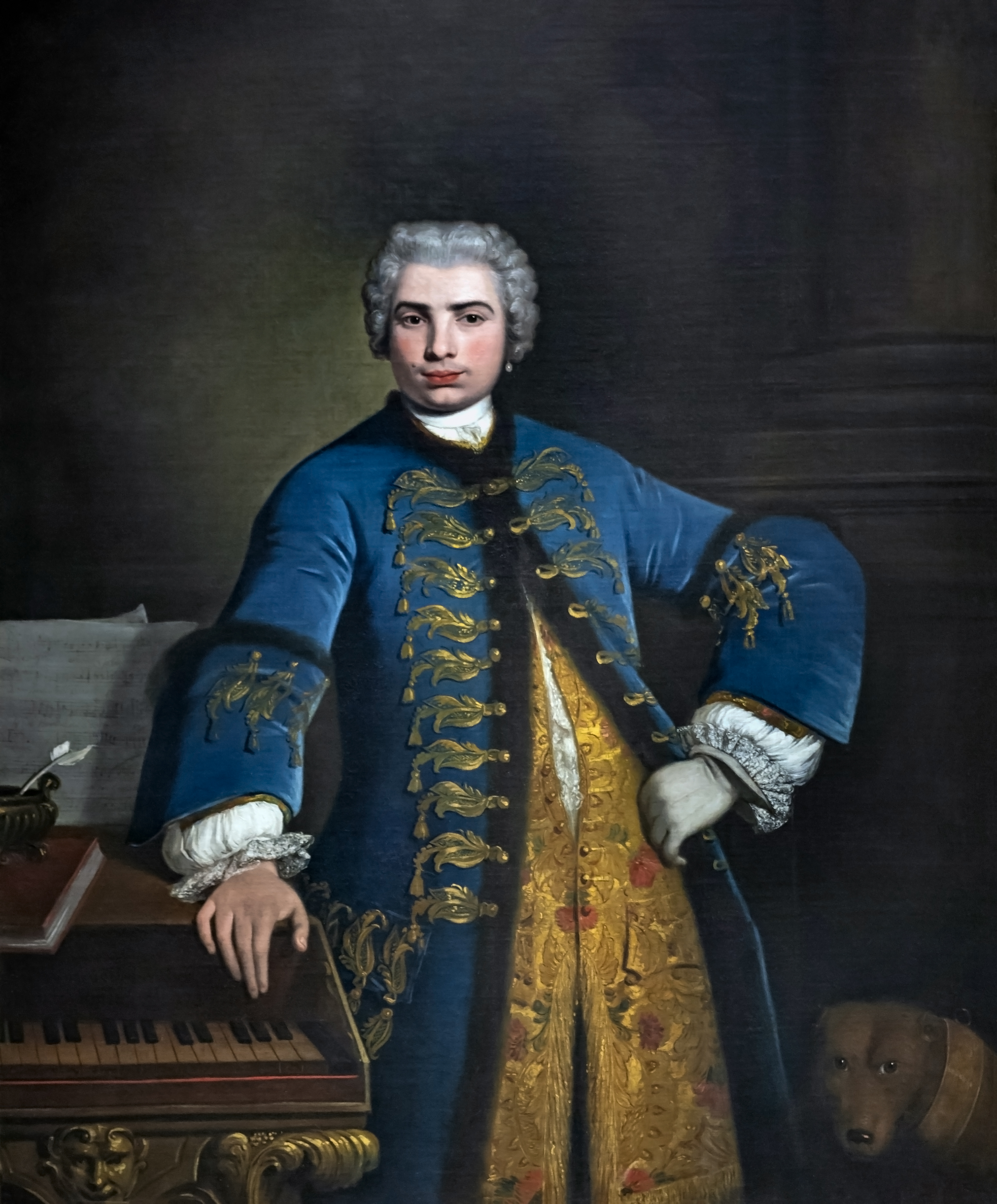
Farinelli.

- 1705: Farinelli, cantante italiano (f. 1782).
- 1712: Federico II el Grande, rey prusiano (f. 1786).
- 1724: Jean-Joseph de Laborde, banquero y comerciante francés (f. 1794).
- 1732: Pierre-Augustin de Beaumarchais, dramaturgo francés (f. 1799).
- 1746: Gustavo III de Suecia, rey de Suecia (f. 1792).
- 1752: Muzio Clementi, compositor italiano (f. 1832).

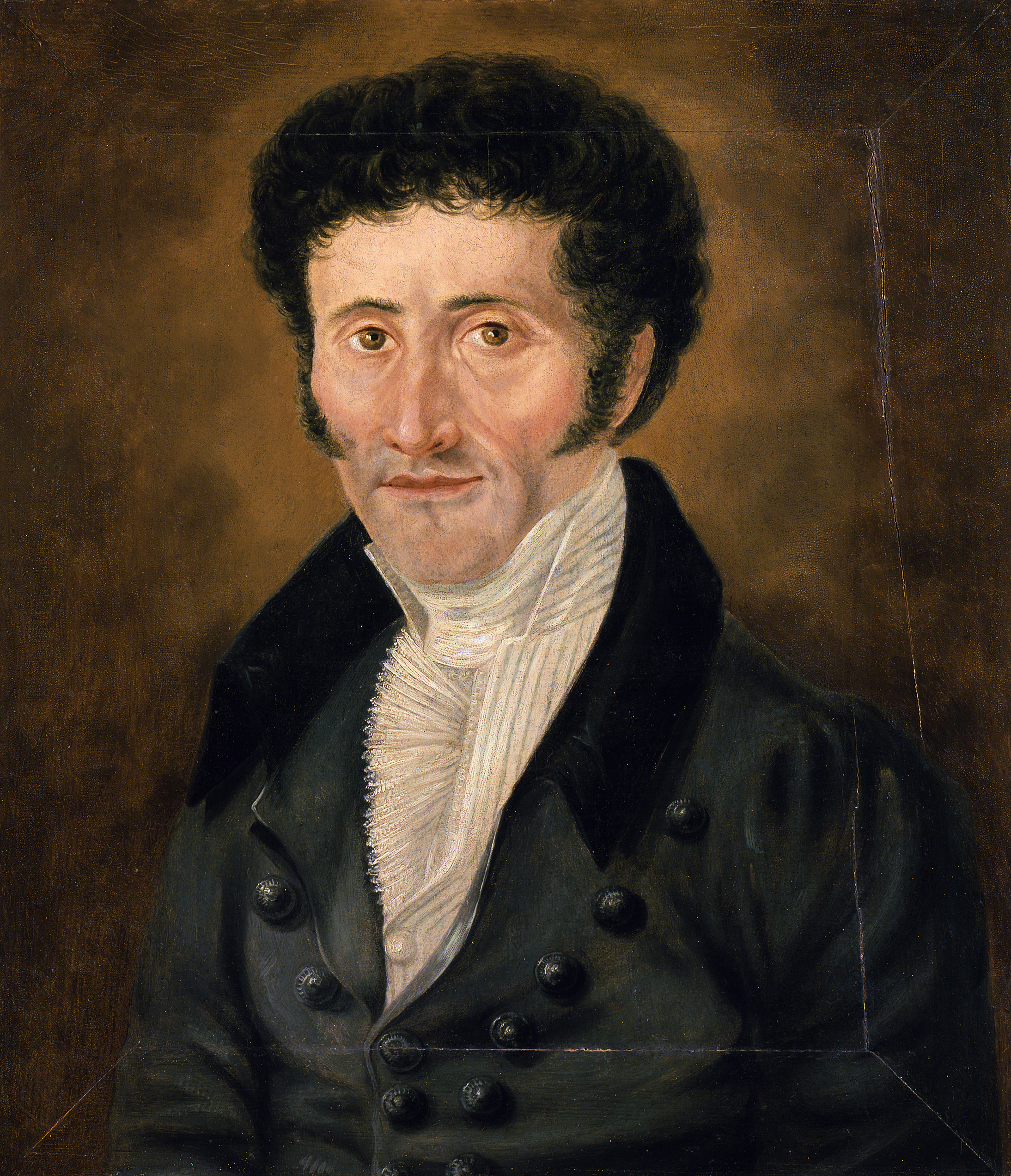
E. T. A. Hoffmann.

- 1776: Ernest Theodor Amadeus Hoffmann, escritor alemán (f. 1822).
- 1779: Luisa de Baden, emperatriz rusa (f. 1826).
- 1820: Henry Jarvis Raymond, periodista y político estadounidense (f. 1869).
- 1823: Prilidiano Pueyrredón, pintor y arquitecto argentino  (f. 1870).
- 1829: William Mason, compositor y pianista estadounidense (f. 1908).
- 1848: Vasili Súrikov, pintor ruso (f. 1916).
- 1853: Tirso Rodrigáñez y Sagasta, político español (f. 1935).
- 1862: Edith Wharton, novelista estadounidense (f. 1937).
- 1871: Maurice-Charles-Joseph Pignet, médico, químico y cirujano francés (f. 1935).
- 1873: Leon Czolgosz, anarquista y asesino estadounidense (f. 1901).
- 1873: Bartolomé Pérez Casas, compositor español (f. 1956).
- 1879: Agustín Moreno Ladrón de Guevara, militar chileno (f. 1964).
- 1884: Alfonso Cravioto, abogado, político, diplomático y escritor mexicano (f. 1955).
- 1884: Jan C. Vondrouš, grabador checo (f. 1970).
- 1885: Arturo Scarone, investigador, periodista y escritor uruguayo (f. 1958).
- 1886: Henry King, cineasta estadounidense (f. 1982).
- 1888: Vicki Baum, escritora austriaca (f. 1960).
- 1888: Ernst Heinkel, fabricante de aviones y diseñador alemán (f. 1958).
- 1888: Jan Syrový, militar y político checoslovaco (f. 1970).
- 1891: Walther Model, militar alemán (f. 1945).*1949 Roberto Anibal Sanchotena

- 1893: Alfonso Ortiz Tirado, tenor y ortopedista mexicano (f. 1960).
- 1896: Timoteo Pérez Rubio, pintor español (f. 1977).
- 1902: Carlos María Penadés, político uruguayo (f. 1976).
- 1902: Augusto Meyer, escritor, periodista, ensayista, poeta, memorialista y folclorista brasileño (f. 1970).
- 1903: Louis de Wohl, astrólogo suizo (f. 1961).
- 1907: Maurice Couve de Murville, político francés (f. 1999).
- 1912: Juan Carlos Cambón, actor y humorista argentino (f. 1955).
- 1915: Vítězslava Kaprálová, compositora checa (f. 1940).
- 1915: Robert Motherwell, pintor estadounidense (f. 1991).
- 1916: José Barraquer, oftalmólogo español (f. 1998).
- 1916: Rafael Caldera, político venezolano (f. 2009).

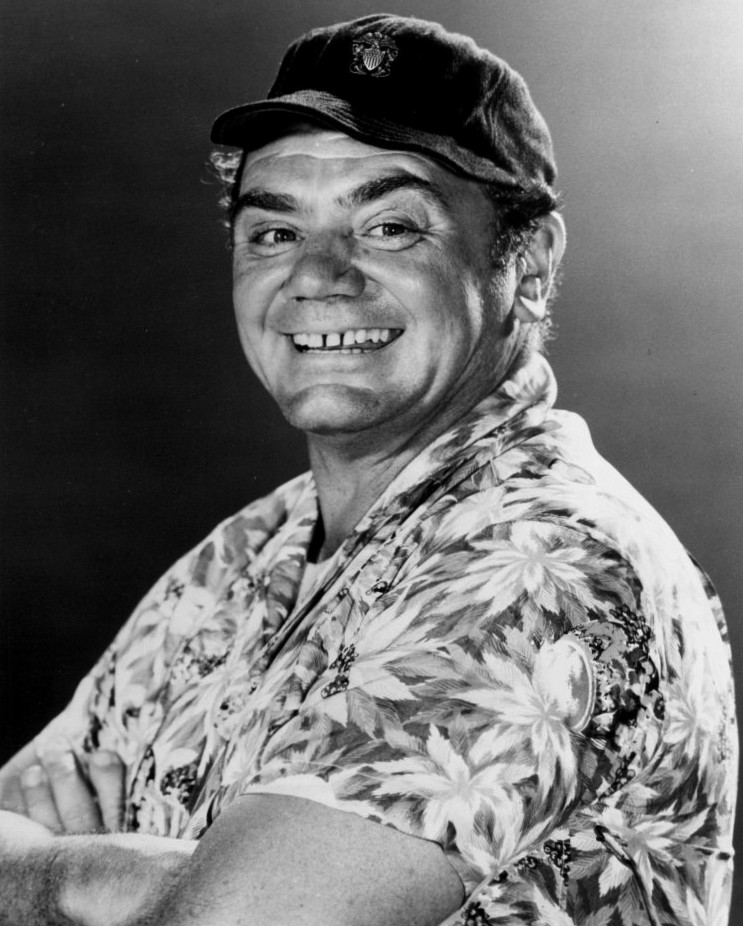
Ernest Borgnine

- 1917: Ernest Borgnine, actor estadounidense (f. 2012).
- 1917: Jorge Sanjinez Lenz, veterano de guerra peruano (f. 2020).
- 1917: Meri Avidzba, piloto y navegante militar soviética, la primera mujer aviadora de Abjasia (f. 1986)
- 1918: Gottfried von Einem, compositor austríaco (f. 1996).
- 1918: Josefina Ríos, actriz argentina (f. 2008).
- 1918: Oral Roberts, telepredicador estadounidense (f. 2009).
- 1919: Leon Kirchner, compositor estadounidense (f. 2009).
- 1919: Juan Eduardo Zúñiga, escritor español (f. 2020).
- 1921: Beatrice Mintz, embrióloga estadounidense (f. 2022).
- 1922: Iris Láinez, actriz argentina (f. 2008).
- 1923: Javier Azagra Labiano, obispo español (f. 2014).
- 1924: María Meléntieva, partisana antinazi soviéticorrusa, heroína de la Unión Soviética (f. 1943), será capturada y asesinada a quemarropa a los 19 años por las tropas nazis finlandesas.
- 1924: John Spencer, aristócrata («8.º conde de Spencer») británico-inglés (f. 1992), padre de Lady Diana.
- 1924: Carlos Guillermo Suárez Mason, militar («general»), delincuente y genocida argentino (f. 2005) que morirá en prisión a los 81 años.
- 1925: Maria Tallchief, bailarina estadounidense (f. 2013).
- 1926: Georges Lautner, cineasta francés (f. 2013).
- 1927: Jean Raine, pintor, escritor y cineasta belga (f. 1986).
- 1928: Desmond Morris, zoólogo y antropólogo británico.
- 1928: Michel Serrault, actor francés (f. 2007).
- 1930: Manuel Vázquez Gallego, historietista español (f. 1995).
- 1932: Jaime García Añoveros, político español (f. 2000).
- 1934: Juan Manuel Bordeu, piloto de automovilismo argentino (f. 1990).
- 1934: Gabriel Zaid, escritor mexicano.
- 1937: Alfonso Martínez, baloncestista español (f. 2011).
- 1938: Francisco Fernández Carvajal, escritor y sacerdote español.
- 1940: Joachim Gauck, pastor evangélico y político alemán, presidente de Alemania entre 2012 y 2017.
- 1940: Carlitos Rolán, cantante argentino de cuarteto (f. 2019).
- 1941: Neil Diamond, cantante estadounidense.
- 1941: Dan Shechtman, químico israelí.
- 1941: Luis Ángel Pinasco, presentador, locutor y actor peruano.
- 1942: Ana Kiro. cantante española (f. 2010).
- 1942: Hugo Marcel, actor y cantante argentino.

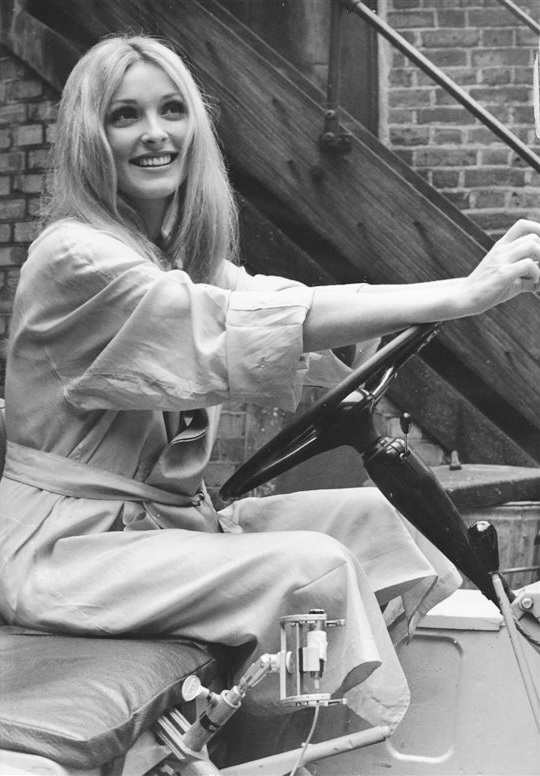
Sharon Tate

- 1943: Juan Erasmo Mochi, cantautor español.
- 1943: Sharon Tate, actriz estadounidense (f. 1969), asesinada por el clan Manson.
- 1944: Klaus Nomi, cantante alemán (f. 1983).
- 1946: Rafael Orozco Flores, pianista español (f. 1996).
- 1947: Giorgio Chinaglia, futbolista italiano (f. 2012).
- 1947: Víctor Heredia, cantautor argentino.
- 1947: Michio Kaku, físico estadounidense.
- 1947: Julián Lago, periodista y presentador español de televisión (f. 2009).
- 1947: Mercedes Sampietro, actriz española.
- 1947: Warren Zevon, roquero estadounidense (f. 2003).
- 1948: Michael Des Barres, actor británico.
- 1948: Mario Firmenich, guerrillero argentino, líder de Montoneros.
- 1948: Oscar Moro, baterista argentino, de la banda Serú Girán (f. 2006).
- 1948: Javier Ortiz, periodista español (f. 2009).
- 1949: John Belushi, actor estadounidense (f. 1982).

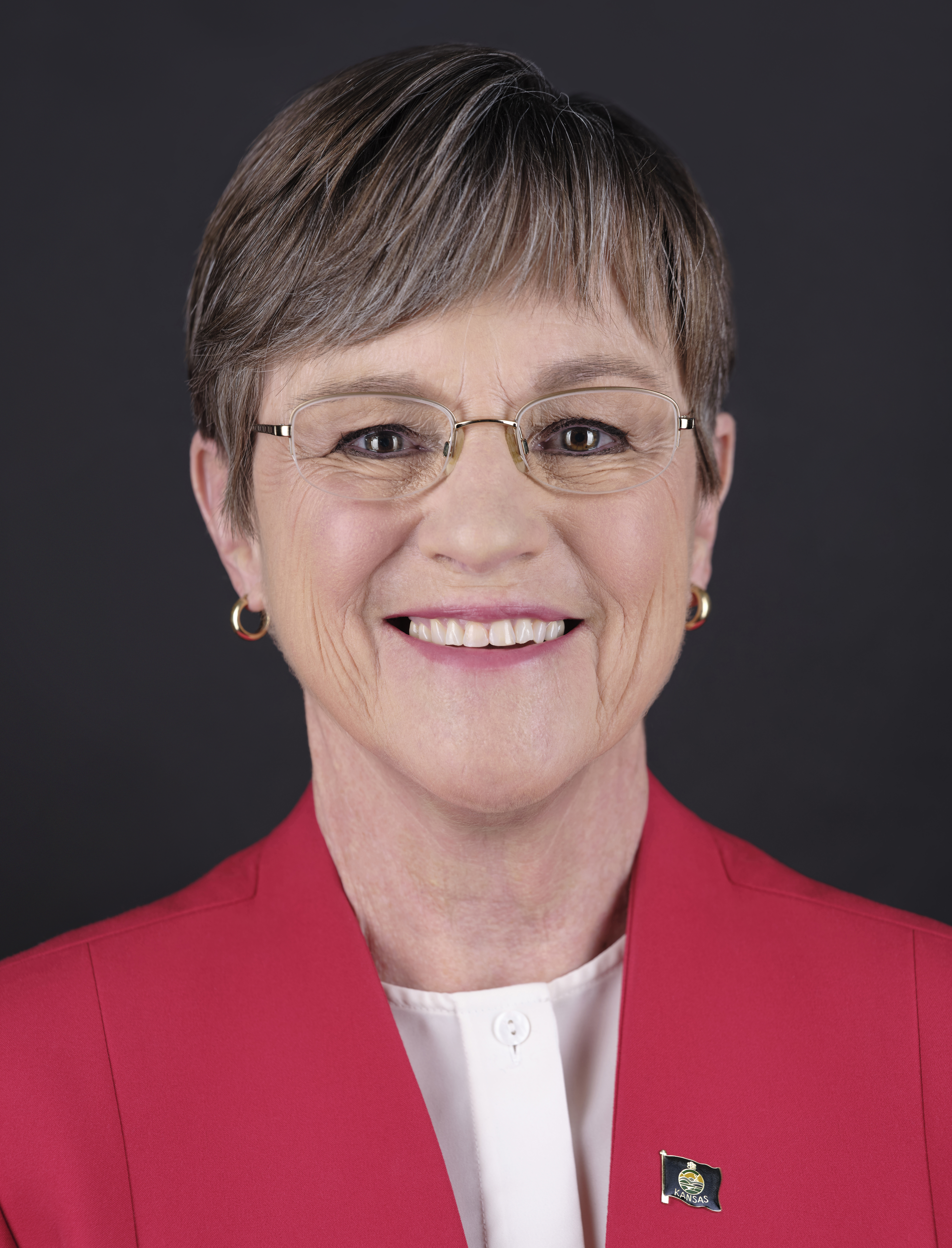
Laura Kelly

- 1950: Daniel Auteuil, actor francés.
- 1950: Matilde Fernández, política española.
- 1950: Laura Kelly, política estadounidense, Gobernadora de Kansas desde 2019.
- 1951: Rogelio Cabrera López, obispo mexicano.
- 1952: Raymond Domenech, jugador y entrenador de fútbol francés.
- 1953: Moon Jae-in, político surcoreano, presidente de Corea del Sur entre 2017 y 2022.
- 1953: Matthew Wilder, músico estadounidense.
- 1954: María Escribano, compositora española (f. 2002).
- 1954: Jo Gartner, piloto austriaco de automovilismo (f. 1986).
- 1955: Alacrán (Rodolfo Samsó), actor y humorista argentino.
- 1955: Jesús Landáburu, futbolista español.
- 1956: Amparo Valcarce, política española.
- 1957: Adrian Edmondson, comediante británico.
- 1958: Jools Holland, músico británico de la banda Squeeze.
- 1958: Alfredo Pons, historietista español (f. 2002).
- 1961: Guido Girardi, político chileno.
- 1961: Nastassja Kinski, actriz alemana.
- 1964: Juan Carlos Rulfo, cineasta mexicano.
- 1965: Andreu Buenafuente, humorista español.
- 1965: Leonidas Flores, exfutbolista costarricense.
- 1967: John Myung, músico estadounidense de la banda Dream Theater.
- 1967: Rooma Mehra, pintora escritora y escultora india.
- 1967: Phil LaMarr, actor estadounidense.
- 1968: Fernando Escartín, ciclista español.
- 1968: Michael Kiske, cantante alemán, de las bandas Helloween y Avantasia.
- 1968: Mónica Molina, cantante española.
- 1968: Mary Lou Retton, gimnasta estadounidense.
- 1970: Roberto Bonano, futbolista argentino.
- 1970: Herb Jones, baloncestista estadounidense (f. 2021).
- 1970: Matthew Lillard, actor estadounidense.
- 1971: Kenya Moore, modelo y actriz estadounidense.
- 1973: Juan Carlos Alcalá, escritor mexicano.
- 1973: Luis Medero, futbolista argentino.
- 1974: Gonzalo Rodríguez, periodista argentino.
- 1974: Ed Helms, actor estadounidense.
- 1975: Roberto Carlos Sosa, futbolista argentino.
- 1975: Gianluca Basile, baloncestista italiano.
- 1976: Iñaki Lafuente, futbolista español.
- 1976: Simone Vergassola, futbolista italiano.
- 1977: Luciano Cáceres, actor argentino.
- 1977: Luciano D' Alessandro, actor venezolano.
- 1977: Adaílton Martins Bolzan, futbolista brasileño.
- 1977: Kiara Mia, actriz pornográfica y modelo erótica estadounidense.
- 1978: Kristen Schaal, actriz estadounidense.
- 1979: Leandro Desábato, futbolista argentino.
- 1979: Juantxo Elía, futbolista español.
- 1979: Tatyana Ali, actriz y cantante estadounidense.
- 1980: Wilmar Roldán, árbitro colombiano de fútbol.
- 1981: Aleida Núñez, actriz mexicana.
- 1981: Mario Eggimann, futbolista suizo.
- 1981: Johan Wiland, futbolista sueco.
- 1981: Carrie Coon, actriz estadounidense.
- 1983: Shaun Maloney, futbolista escocés.
- 1983: Scott Speed, piloto estadounidense de Fórmula 1.
- 1983: Frankie Grande, actor de teatro, productor, comediante y celebridad de YouTube estadounidense.
- 1983: Davide Biondini, futbolista italiano.
- 1984: Boy Waterman, futbolista neerlandés.
- 1984: Juan Son, cantante mexicano
- 1984: Justin Baldoni, actor estadounidense.
- 1984: Belén Cuesta, actriz española.
- 1985: Renan Brito, futbolista brasileño.
- 1985: Michael Diethelm, futbolista suizo.
- 1986: Mischa Barton, actriz británica.
- 1986: Vitaliy Mandzyuk, futbolista ucraniano.

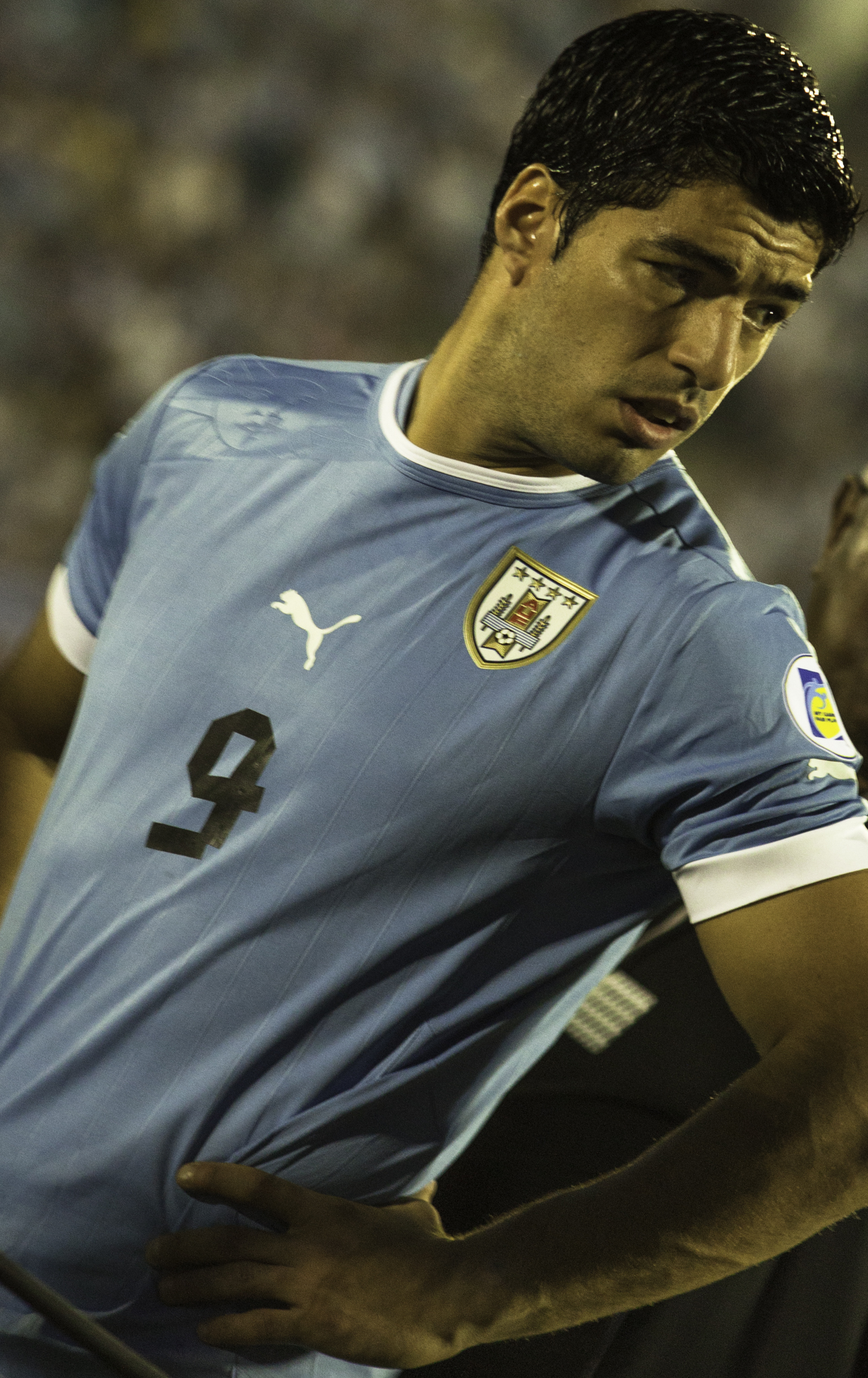
Luis Suárez

- 1987: Luis Suárez, futbolista uruguayo.
- 1988: Dorlan Pabón, futbolista colombiano.
- 1989: José Quintana, beisbolista colombiano.
- 1989: Emiliano Albín, futbolista uruguayo.
- 1989: Stefan Antonijević, futbolista estadounidense.
- 1989: Ki Sung-yueng, futbolista surcoreano.
- 1989: José María Angresola Jiménez, futbolista español.
- 1991: José Luís Mendes Andrade, futbolista caboverdiano.
- 1992: Marko Dmitrović, futbolista serbio.
- 1992: Dankler, futbolista brasileño.
- 1994: Miguel Díaz Montes, futbolista español.
- 1995: Yeray Álvarez, futbolista español.
- 1995: Nacho Vidal Miralles, futbolista español.
- 1995: Garazi Murua, futbolista española.
- 1995: Kim Yu-song, futbolista norcoreano.
- 1996: Patrik Schick, futbolista checo.
- 1996: Stine Larsen, futbolista danesa.
- 1997: Riccardo Orsolini, futbolista italiano.
- 1997: Tommy Redding, futbolista estadounidense.
- 1997: Dylan Riley Snyder, actor estadounidense.
- 1997: Jonah Bobo, actor estadounidense.
- 1997: Mathías Villasanti, futbolista paraguayo.
- 1997: Eldric Sella, boxeador venezolano.
- 1997: Huang Zhengyu, futbolista chino.
- 1998: Martin Erlić, futbolista croata.
- 1998: Sejde Abrahamsson, futbolista sueca.
- 1998: Francesco Bonetto, ciclista italiano.
- 1998: Javante McCoy, baloncestista estadounidense.
- 1999: Vitalie Damașcan, futbolista moldavo.
- 1999: Pape Gueye, futbolista franco-senegalés.
- 1999: Shirine Boukli, judoka francesa.
- 1999: Twanisha Terry, atleta estadounidense.
- 1999: Shemar Boldizsar, atleta británico.
- 1999: Yassine Benrahou, futbolista francés.
- 1999: Martín Barrios, futbolista uruguayo.
- 2000: Ben Johnson, futbolista inglés.
- 2000: Lea Boy, nadadora alemana.
- 2000: Mohamed Sow Sow, futbolista hispano-senegalés.
- 2000: Nacho Arroyo, baloncestista chileno.
- 2000: Anja Obradović, judoka serbia.
- 2000: Kazuki Minami, gimnasta artístico japonés.
- 2000: Marleen Jochems, jugadora de hockey sobre césped neerlandesa.
- 2000: Clément Tabur, tenista francés.
- 2001: Antonio Sola, futbolista español.
- 2001: Adrián Turmo, futbolista español.
- 2001: Matthias Seidl, futbolista austriaco.
- 2002: Rubén Gómez Peris, futbolista español.
- 2002: Mattia Viti, futbolista italiano.
- 2002: Paulo Bernardo, futbolista portugués.
- 2003: Anna Tarusina, patinadora artística sobre hielo rusa.
- 2003: Hugo Novoa, futbolista español.
- 2005: Agustín Arce, futbolista chileno.
- 2012: Atenea Cristian, princesa danesa.

## Fallecimientos

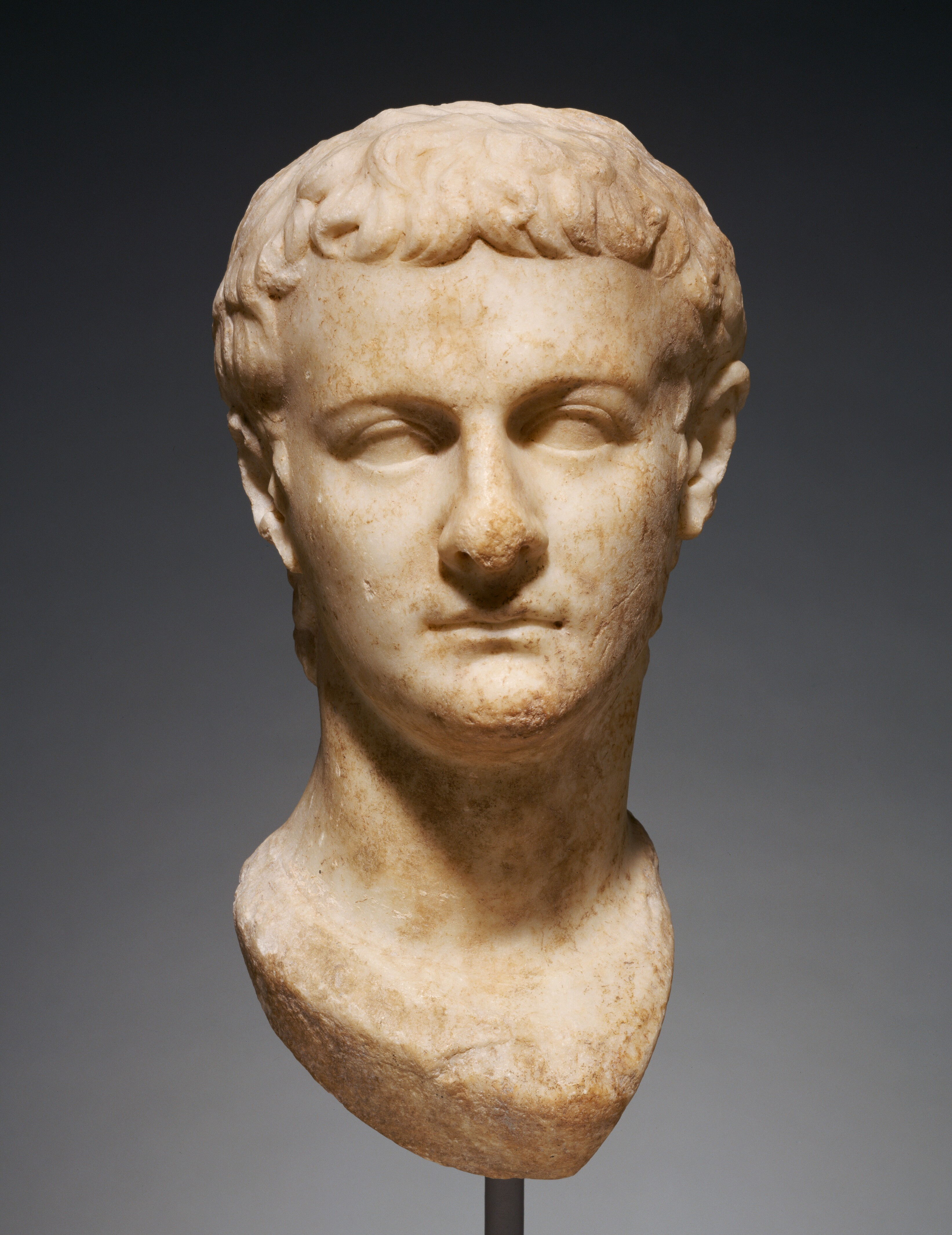
Calígula.

- 41: Calígula, emperador romano (n. 12).
- 772: Esteban III, papa romano (n. 720).
- 1110: Al-Musta'in II, rey de la dinastía hudí (n. 1085).
- 1125: Davit Aghmashenebeli, rey georgiano (n. 1073).
- 1595: Fernando II, aristócrata austriaco (n. 1529).
- 1666: Johann Andreas Herbst, compositor alemán (n. 1588).
- 1709: George Rooke, almirante británico (n. 1650).
- 1729: Marqués de Mirabal (Luis de Mirabal y Espínola), político español (n. 1657).
- 1851: Gaspare Spontini, compositor italiano (n. 1774).
- 1883: Friedrich von Flotow, compositor alemán (n. 1812).
- 1895: Randolph Churchill, político británico (n. 1849).
- 1911: Kanno Sugako, periodista anarco-feminista japonesa, ejecutada por conspirar para asesinar al Emperador Meiji. (n. 1881).
- 1920: Amedeo Modigliani, pintor italiano (n. 1884).
- 1924: María Adelaida de Luxemburgo, aristócrata luxemburguesa (n. 1894).
- 1930: Mario Sammarco, barítono italiano (n. 1868).
- 1939: Manuel Penella, compositor español (n. 1880).
- 1948: Arthur Liebehenschel, comandante nazi en el campo de concentración de Auschwitz (n. 1901).
- 1948: Hans Aumeier, oficial de la Alemania Nazi, comandante en el campo de concentración de Auschwitz (n. 1906).
- 1960: Edwin Fischer, pianista y director suizo (n. 1886).
- 1960: Carlos Orellana, actor y cineasta mexicano (n. 1900).
- 1961: Aarne Haapakoski, escritor y periodista finlandés (n. 1904).
- 1962: André Lhote, pintor cubista francés (n. 1885).
- 1963: Valentín de Zubiaurre, pintor español (n. 1879).

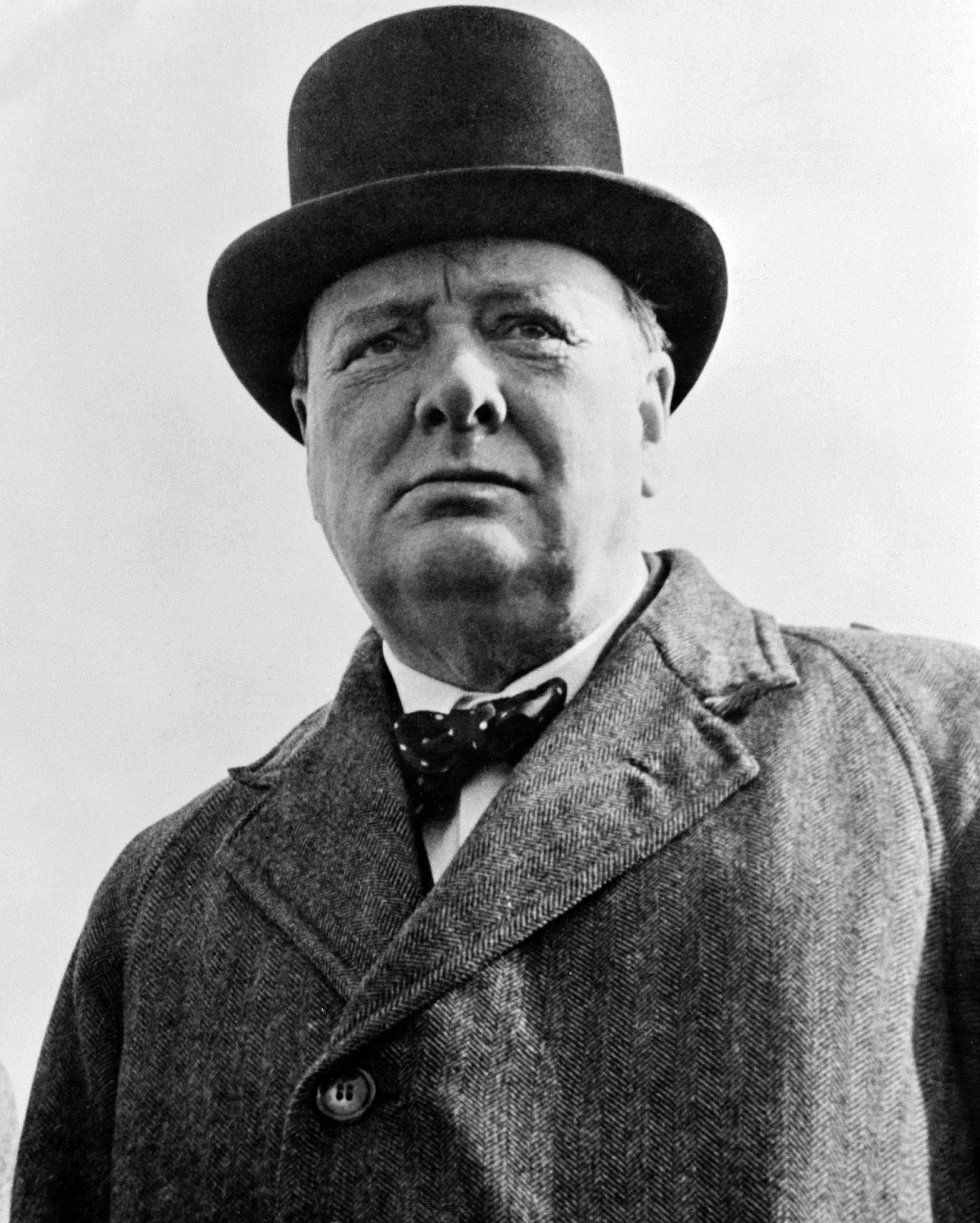
Winston Churchill.

- 1965: Winston Churchill, político, militar e historiador británico, premio nobel de literatura en 1953 (n. 1874).
- 1967: Oliverio Girondo, escritor argentino (n. 1891).
- 1975: Larry Fine, actor y comediante estadounidense (n. 1902).
- 1978: Alfredo Deaño, filósofo y escritor español (n. 1944).
- 1982: Alfredo Ovando Candía, dictador boliviano (n. 1918).
- 1983: George Cukor, cineasta estadounidense (n. 1899).
- 1985: Dalmacio Langarica, ciclista y técnico español
- 1986: L. Ron Hubbard, escritor estadounidense (n. 1911).
- 1986: Gordon MacRae, actor y cantante estadounidense (n. 1921).
- 1988: Werner Fenchel, matemático alemán (n. 1905).
- 1989: Ted Bundy, asesino serial estadounidense (n. 1946).
- 1989: Dante Emiliozzi, piloto de automovilismo argentino (n. 1916).
- 1990: Madge Bellamy, actriz estadounidense (n. 1899).
- 1992: Ken Darby, compositor y director de orquesta estadounidense (n. 1909).
- 1993: Thurgood Marshall, abogado y juez estadounidense (n. 1908).
- 1996: Evaristo Márquez Contreras, escultor español (n. 1929).
- 1997: Jorge Arguindegui, militar argentino (n. 1930).
- 2002: Antonio Serrano (75), militar y delincuente argentino (n. 1926).
- 2002: Gregorio Walerstein, cineasta mexicano (n. 1913).
- 2003: Gianni Agnelli, empresario italiano (n. 1921).
- 2004: Leônidas da Silva, futbolista brasileño (n. 1913).
- 2005: Vladímir Savchenko, escritor ucraniano (n. 1933).
- 2006: Schafik Handal, político salvadoreño (n. 1930).
- 2006: Carlos "Café" Martínez, beisbolista venezolano (n. 1964).
- 2006: Chris Penn, actor estadounidense (n. 1965).
- 2007: Guadalupe Larriva, política ecuatoriana, primera mujer en ocupar el Ministerio de Defensa de Ecuador (n. 1956).
- 2007: Jean-François Deniau, político y novelista francés (n. 1928).
- 2009: Fernando Cornejo, futbolista chileno (n. 1969).
- 2010: Pernell Roberts, actor y cantante estadounidense (n. 1928).
- 2011: Bernd Eichinger (61), cineasta y productor alemán.[5]
- 2011: Camilo Fernández, productor musical chileno (n. 1920).
- 2011: Francisco Panchito Hernández, futbolista mexicano (n. 1924).
- 2011: Bhimsen Joshi (88), músico indio.[6]
- 2011: Francisco Mata, cantante y compositor venezolano (n. 1932).
- 2011: Samuel Ruiz García, obispo mexicano (n. 1924).
- 2011: Jaime Salinas Bonmatí, escritor y editor español nacido en Argelia (n. 1925).
- 2011: Archibaldo Burns, cineasta mexicano (n. 1914).
- 2012: Theo Angelopoulos, director de cine griego (n. 1935).
- 2012: James Farentino, actor estadounidense (n. 1938).
- 2012: Pierre Sinibaldi, futbolista y entrenador francés (n. 1924).
- 2013: José Colomer, jugador español de hockey sobre hierba (n. 1935).
- 2013: Miroslav Janů, futbolista checo (n. 1959).
- 2016: Francisco Fuentes, humorista colombiano (n. 1964).
- 2016: Teófilo Rodríguez, criminal venezolano (n. 1971).
- 2016: Jimmy Bain, bajista británico, de las bandas Rainbow y Dio (n. 1947).
- 2021: Jeanette Maus, actriz y actriz de voz estadounidense (n. 1982).
- 2021: Gunnel Lindblom, actriz y directora de escena sueca (n. 1931).
- 2022: Olavo de Carvalho, intelectual, ensayista y periodista brasileño (n. 1947).
- 2022: Osvaldo Peredo, cantante argentino (n. 1930).
- 2023: Lance Kerwin, actor estadounidense de cine y televisión (n. 1960).
- 2024: Jesse Jane, modelo erótica y actriz pornográfica estadounidense (n. 1980).

## Celebraciones
- Día Internacional de la Educación.[7]
El objetivo de la efeméride es resaltar que la educación es un derecho humano, un bien público y una responsabilidad colectiva.[8]También busca concientizar sobre la importancia de la educación para el desarrollo sostenible y la paz y su papel crucial para abordar desafíos globales como la desigualdad, el cambio climático y los conflictos. La fecha fue establecida por la Asamblea General de las Naciones Unidas y la UNESCO el 3 de diciembre de 2018, mediante la resolución 73/25.

- Día Mundial de la Cultura Africana y de los Afrodescendientes.
Esta celebración promueve las culturas africanas y afrodescendientes, y su papel en el desarrollo sostenible, el diálogo y la paz. Celebra la riqueza de sus ritmos, su arte y creencias.

- Día Mundial del Síndrome de Moebius.[9]
Busca concientizar sobre este raro trastorno neurológico que causa parálisis facial y falta de movimiento en los ojos. Afecta a uno de cada 500 000 niños nacidos anualmente. La causa exacta es desconocida, pero se cree que puede ser genética.[10]

- Día Internacional del Reciclaje de teléfonos móviles (o teléfonos celulares).[11]
Iniciativa que busca promover la conciencia sobre el reciclaje de dispositivos electrónicos. Al reciclar nuestros teléfonos móviles o celulares, podemos reducir la demanda de minerales como el Coltán y ayudar a reducir la cantidad de residuos electrónicos, uno de los tipos de residuos de más rápido crecimiento en el mundo.

 Por países
(Por orden alfabético)
- Bolivia: 
  - Inauguración de la Feria de la Alasita.

- Ecuador: 
  - Día de la Doble nacionalidad. Este día conmemora la reforma constitucional de 1995 que permitió la doble ciudadanía, reconociendo el derecho de los ecuatorianos a mantener su nacionalidad al adquirir otra.

- España: 
  - Día del Periodista. Se celebra en honor a San Francisco de Sales,[12]santo patrón de los periodistas y escritores, quien es reconocido por su habilidad para comunicar a través de la escritura.

- Estados Unidos: 
  - Día de la Langosta Termidor.
(en inglés: National Lobster Thermidor Day).
  - Día de la Computadora Macintosh. Este día de 1984 se presentó al mundo el ordenador personal original de la primera Apple Computer (Macintosh 128K) orientado al consumo masivo.
  - Día de Simplemente Hacerlo.
(en inglés: National Just Do It Day).
  - Día de la Mantequilla de Maní.
(en inglés: National Peanut Butter Day).

- India: 
  - Día Nacional de la Niña.
(en inglés: National Girl Child Day).
  - Día de Uttar Pradesh.
(en inglés: Uttar Pradesh Day).

- Rumania: 
  - Día de la Unificación.[13]

Ancestrales
- Imperio romano: 
  - Primer día de las Sementivae en honor de Ceres y Gaia.

### Santoral católico

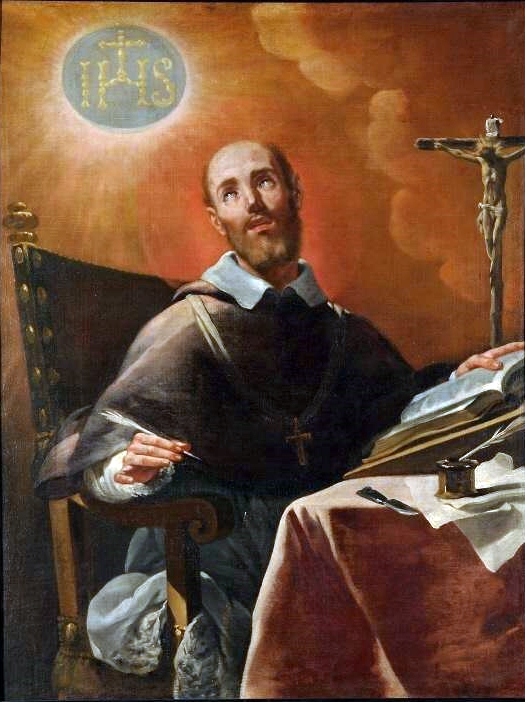
San Francisco de Sales (1567-1622), doctor de la Iglesia.

- San Francisco de Sales, obispo y doctor de la Iglesia (1622).[14][15](imagen ilustrativa).
- San Feliciano de Foligno, obispo (c. s. III).[15]
- San Sabiniano de Troyes, mártir (s. III).[15]
- San Babila de Antioquía, obispo (250).
- San Exuperancio de Cíngoli, obispo (c. s. V).
- Beata Paula Gambara Costa (1515).[15]
- Beatos Guillermo Ireland y Juan Grove, mártires (1679).
- Beata María Poussepin, virgen (1744).[15][16]
- Beatos Vicente Lewoniuk, Daniel Karmasz, Lucas Bojko, Bartolomé Osypiuk, Honofrio Wasiluk, Felipe Kiryluk, Constantino Bojko, Miguel Nicéforo Hryciuk, Ignacio Franczuk, Juan Andrzejuk, Constantino Lubaszuk, Máximo Hawryluk y Miguel Wawrzyszuk, mártires (1874).
- Beato Timoteo Giaccardo, presbítero (1948).[15]

 Por países
(Por orden alfabético)
- Argentina: 
  -  Buenos Aires: 
    - Partido de Lomas de Zamora: Nuestra Señora de la Paz (fiesta patronal y feriado).[17]